# BINAP
BINAP est l'abréviation du composé organophosphoré 2,2'-bis(diphénylphosphino)-1,1'-binaphtyle. Il s'agit d'un ligand chiral largement utilisé en synthèse organique.

## Propriétés physico-chimiques
Cette molécule ne possède pas de carbone asymétrique mais du fait du blocage de la rotation autour de la simple liaison entre les deux groupes 2-(diphénylphosphino)napht-1-yle qui est dû à l'encombrement stérique, elle présente une chiralité axiale (atropisomérie) et deux énantiomères sont possibles :
- (aR)-(+)-2,2'-bis(diphénylphosphino)-1,1'-binaphtyle, numéro CAS 76189-55-4 ;
- (aS)-(–)-2,2'-bis(diphénylphosphino)-1,1'-binaphtyle, numéro CAS 76189-56-5.

## Synthèse
Une des voies de synthèse les plus courtes est de partir du 1,1'-bi-2-naphtol ou de l'un de ses énantiomères. Ses fonctions ol sont estérifiées en triflate par l'anhydride triflique en présence de pyridine puis ces groupements sont substitués par Ph2PH en présence d'un catalyseur au nickel pour former BINAP.